# Stadium Badminton Kuala Lumpur
Koordinaten: 3° 7′ 10″ N, 101° 43′ 39″ O
Das Stadium Badminton Kuala Lumpur ist eine Badmintonarena in Kuala Lumpur.

## Daten
Die Halle befindet sich im Ortsteil Cheras in Kuala Lumpur. Die Arena wurde 1989 eröffnet. Sie hat eine Standard-Kapazität von 3.000 Sitzplätzen. In den Büroräumen der Arena hat die Badminton Asia Confederation ihren Sitz. Von 2005 bis 2006 war das Stadion auch der Sitz der Badminton World Federation.